# Крестовый государственный природный заказник
Крестовый государственный природной заказник — российский природный (биологический) заказник регионального значения, расположенный на территории Астраханской области Южного федерального округа. Согласно положению, заказник является особо охраняемой природной территорией, которая имеет особое значение для сохранения и восстановления природных комплексов и их компонентов и поддержания экологического баланса.

## География
Заказник расположен на территории Раздорского сельсовета Камызякского района Астраханской области. Занимает речные пойменные острова между протоками (ериками) дельты Волги: Крестовая Черепашка, Крестовая и Чёрный на востоке, Каршовый на севере, Гусек, Удачный и Быстрый Удачный на западе. Большую часть заказника составляют воды Каспийского моря.

## История
Резерват был образован 10 марта 1986 года как охотничий заказник решением исполкома Астраханского областного совета № 165. Целью создания заказника были сохранение и воспроизводство водоплавающих и болотных птиц, кабана, среды их обитания и поддержание целостности природных группировок, сложившихся на данной территории. 9 апреля 2007 года охотничий заказник был переформирован в государственный природный (биологический) заказник постановлением правительства Астраханской области № 124-П.

## Биоценоз
В заказнике охраняются объекты животного и растительного мира, занесенные в Красную книгу Астраханской области. Здесь находится уникальная, единственная в дельте Волги колония голенастых птиц и баклана малого, расположена на многолетних зарослях тростника. Голенастые птицы заказника: жёлтая цапля, обыкновенная колпица, каравайка.

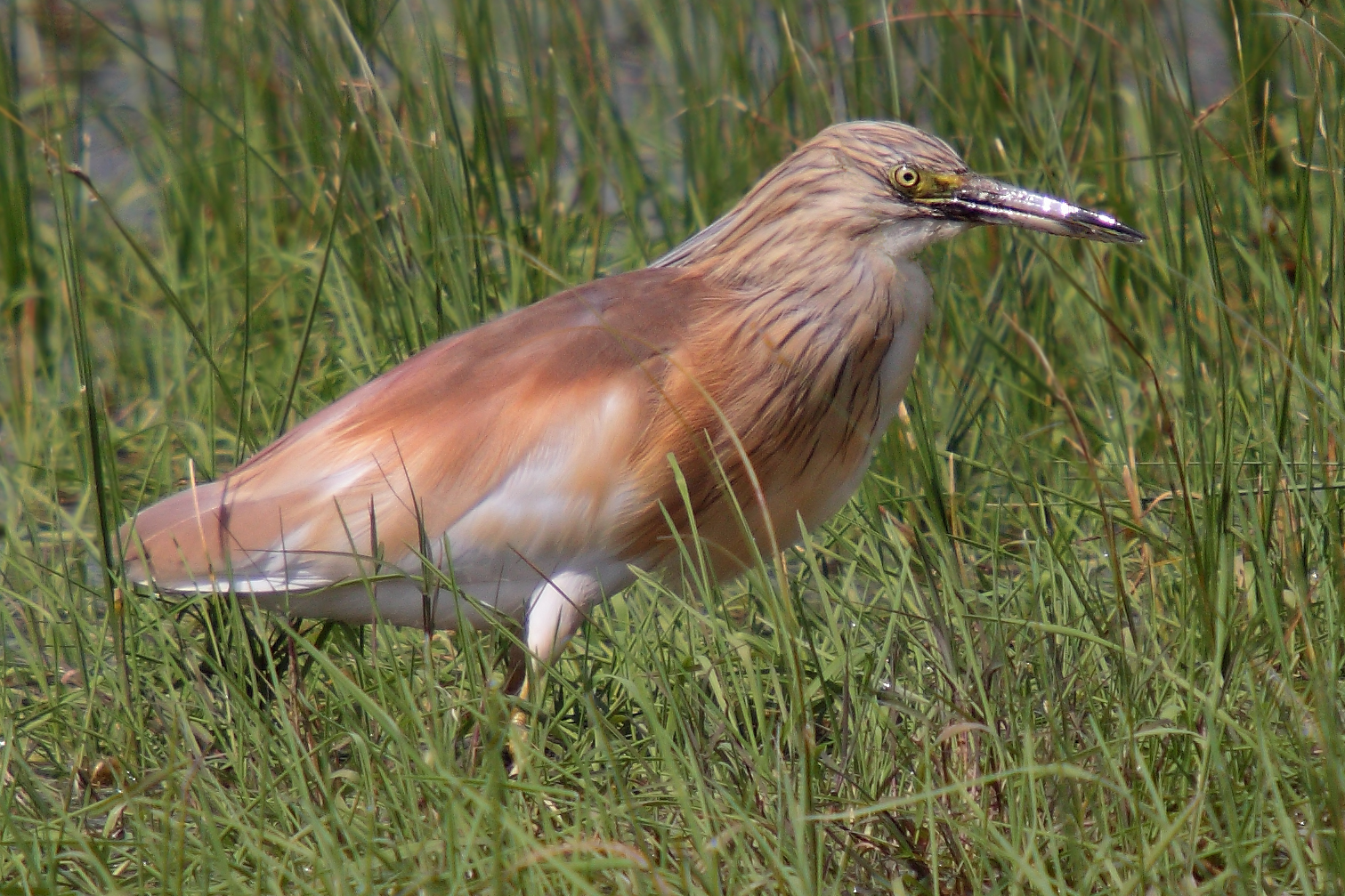
Жёлтая цапля
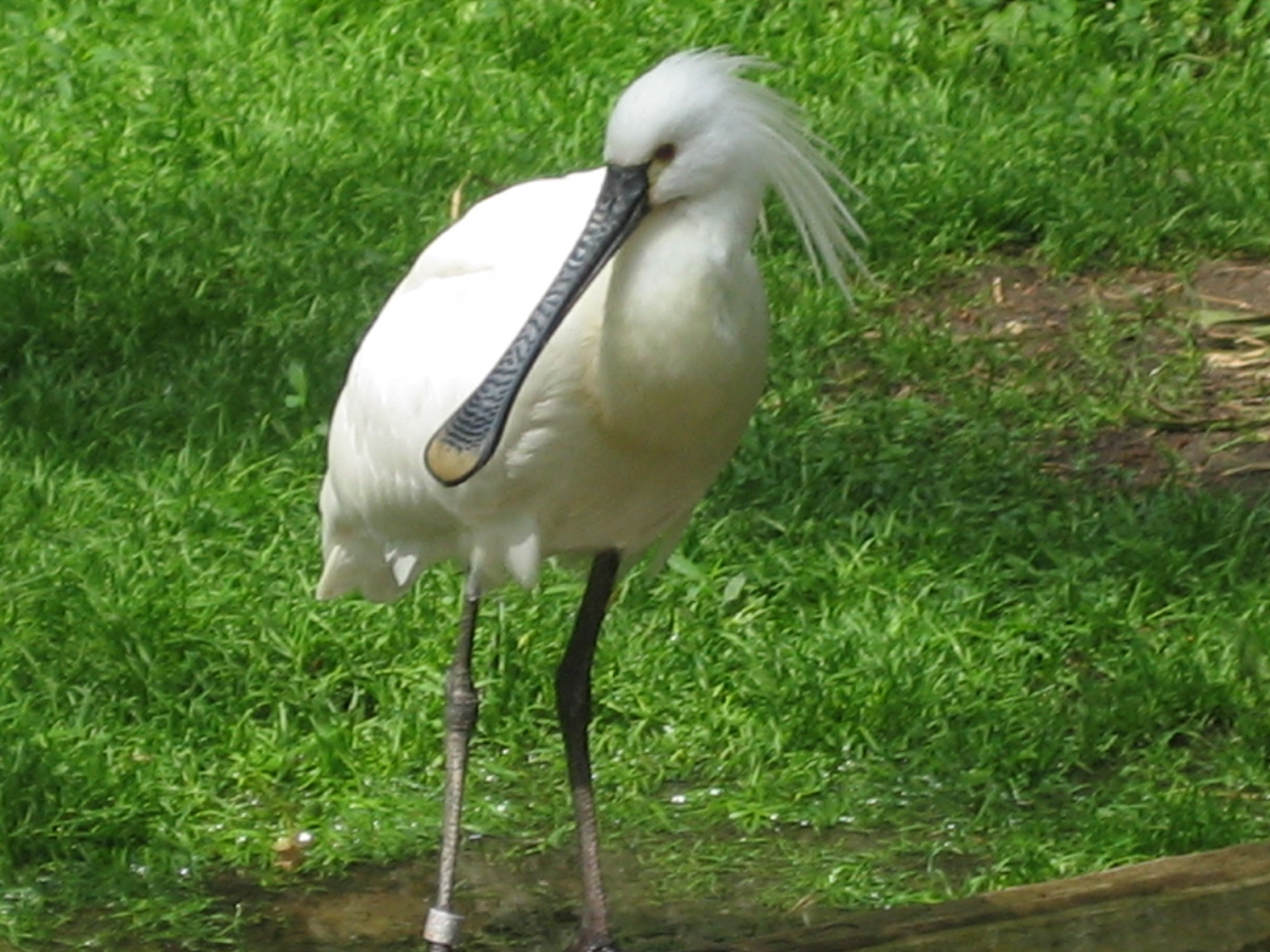
Обыкновенная колпица
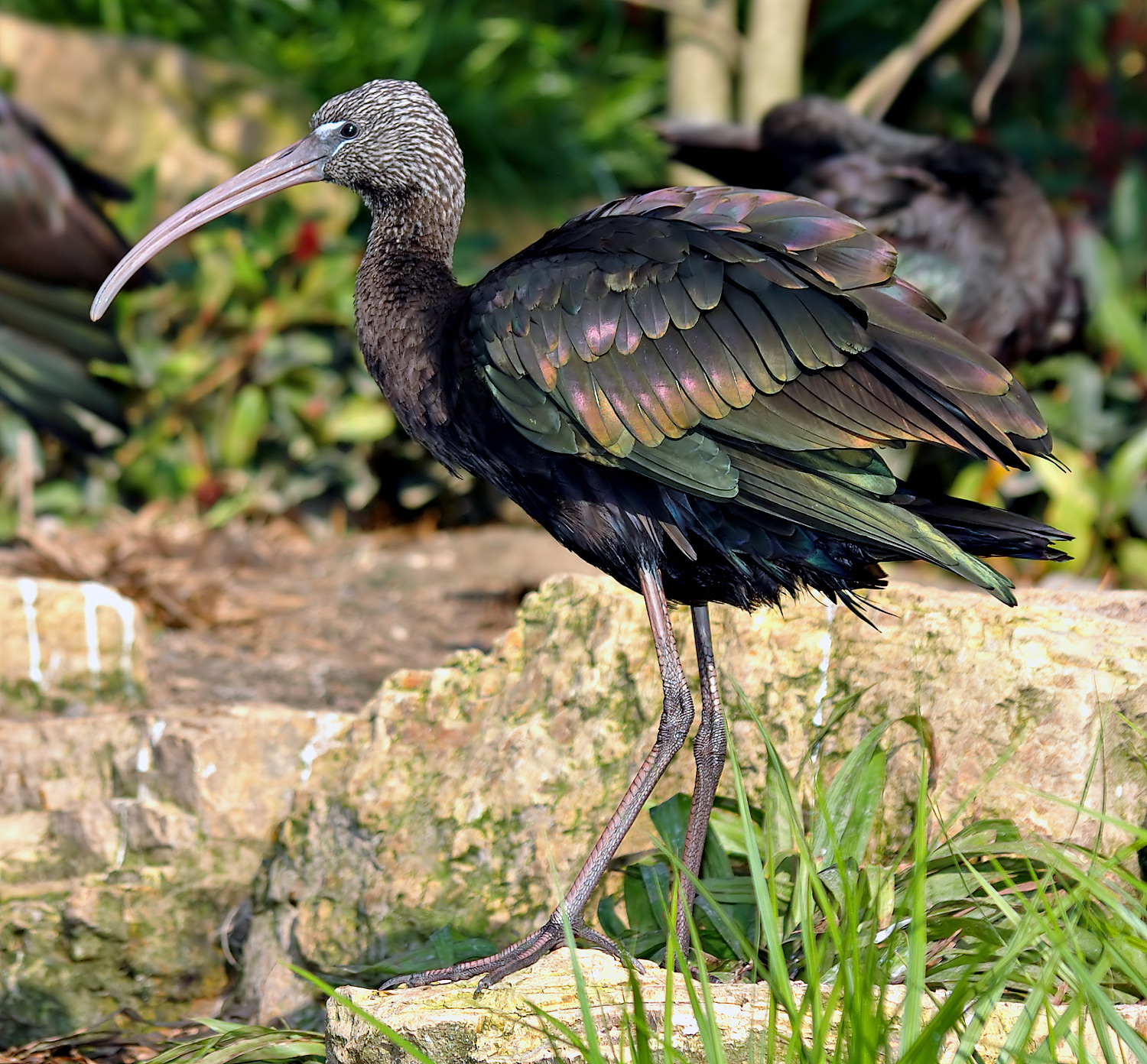
Каравайка
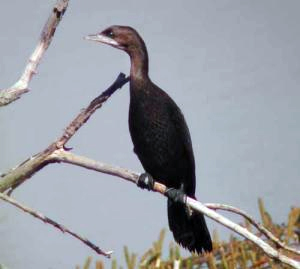
Баклан малый

## Экология
Задачами работы заказника являются:
- сохранение и воспроизводство водоплавающих и болотных птиц, а также сохранение среды их обитания и поддержание целостности группировок, возникших на территории, входящей в границы заказника;
- проведение биотехнических мероприятий с целью создания наиболее надежных условий обитания объектов животного мира, которые охраняются;
- обеспечение установленного режима охраны редких и исчезающих видов растений и животных;
- систематическое проведение учётных работ, научно обоснованное регулирование численности охотничьих животных в установленном порядке;
- сотрудничество в проведении научно-исследовательских работ без нарушения установленного режима заказника;
- пропаганда среди населения задач охраны окружающей среды, рационального использования и воспроизводства природных ресурсов.